# Новая Русса
Новая Русса — деревня в Марёвском муниципальном районе Новгородской области, входит в Молвотицкое сельское поселение. Численность постоянного населения на 1 января 2012 года — 98 человек, число хозяйств — 32.
Деревня расположена на правобережье реки Пола, близ устья реки Белка. Новая Русса находится на высоте 73 м над уровнем моря.
В деревне Новая Русса три улицы: Майская, Новая и Центральная.

## Население
| 2010 | 2012 | 2013 | 2014 | 2015 | 2016 |
| ---- | ---- | ---- | ---- | ---- | ---- |
| 93   | ↗98  | ↘90  | ↘89  | ↗93  | ↘88  |

## Экономика, социально-значимые объекты и достопримечательности
В Новой Руссе расположено автономное муниципальное образовательное учреждение для детей дошкольного и младшего школьного возраста — начальная школа-детский сад, отделение почтовой связи ФГУП «Почта России».

## Уроженцы
- Новорусский, Михаил Васильевич — российский революционер, участник покушения на Александра III, впоследствии — русский писатель и просветитель.